# Christoph Ulrich Hahn

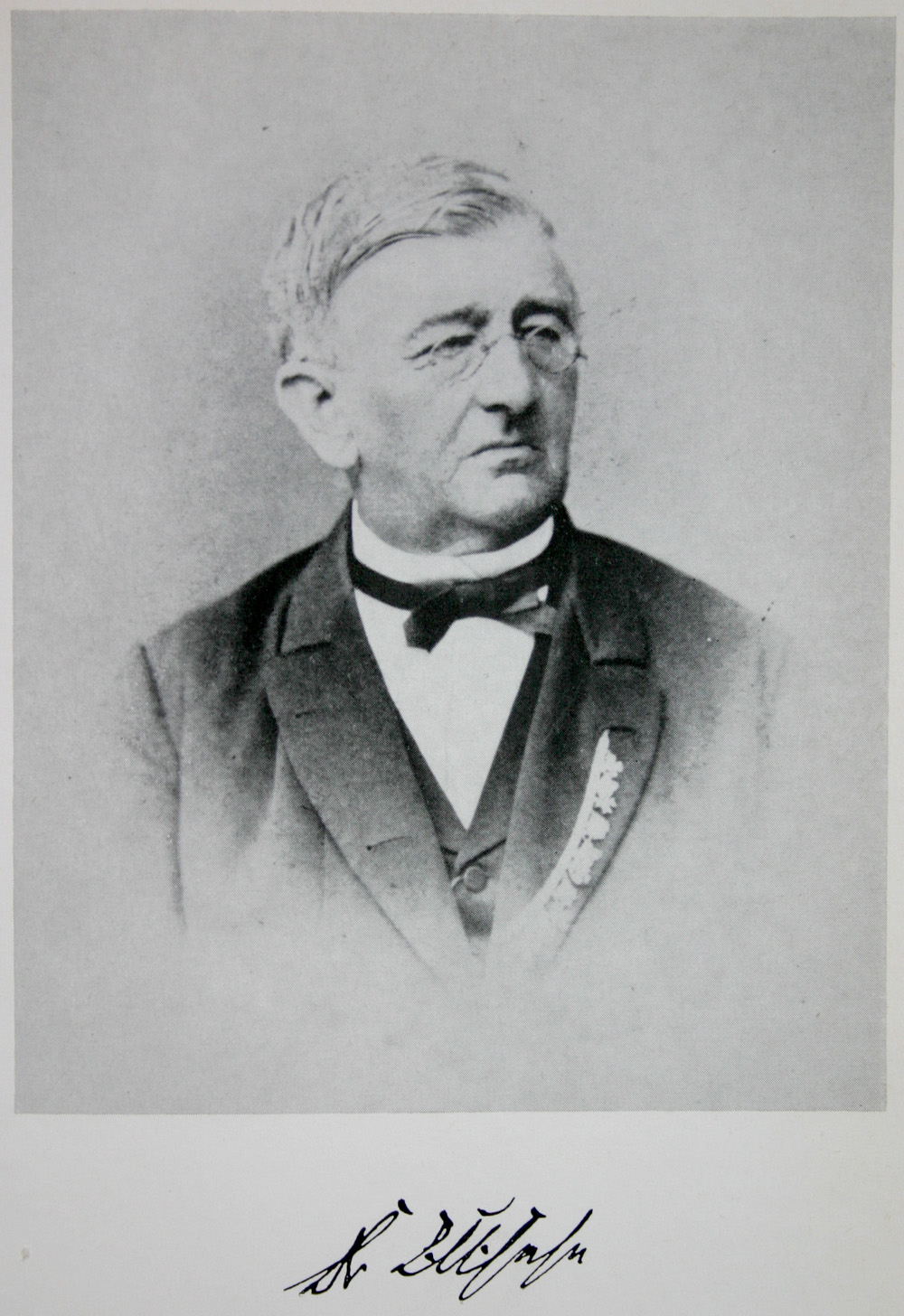
Christoph Ulrich Hahn

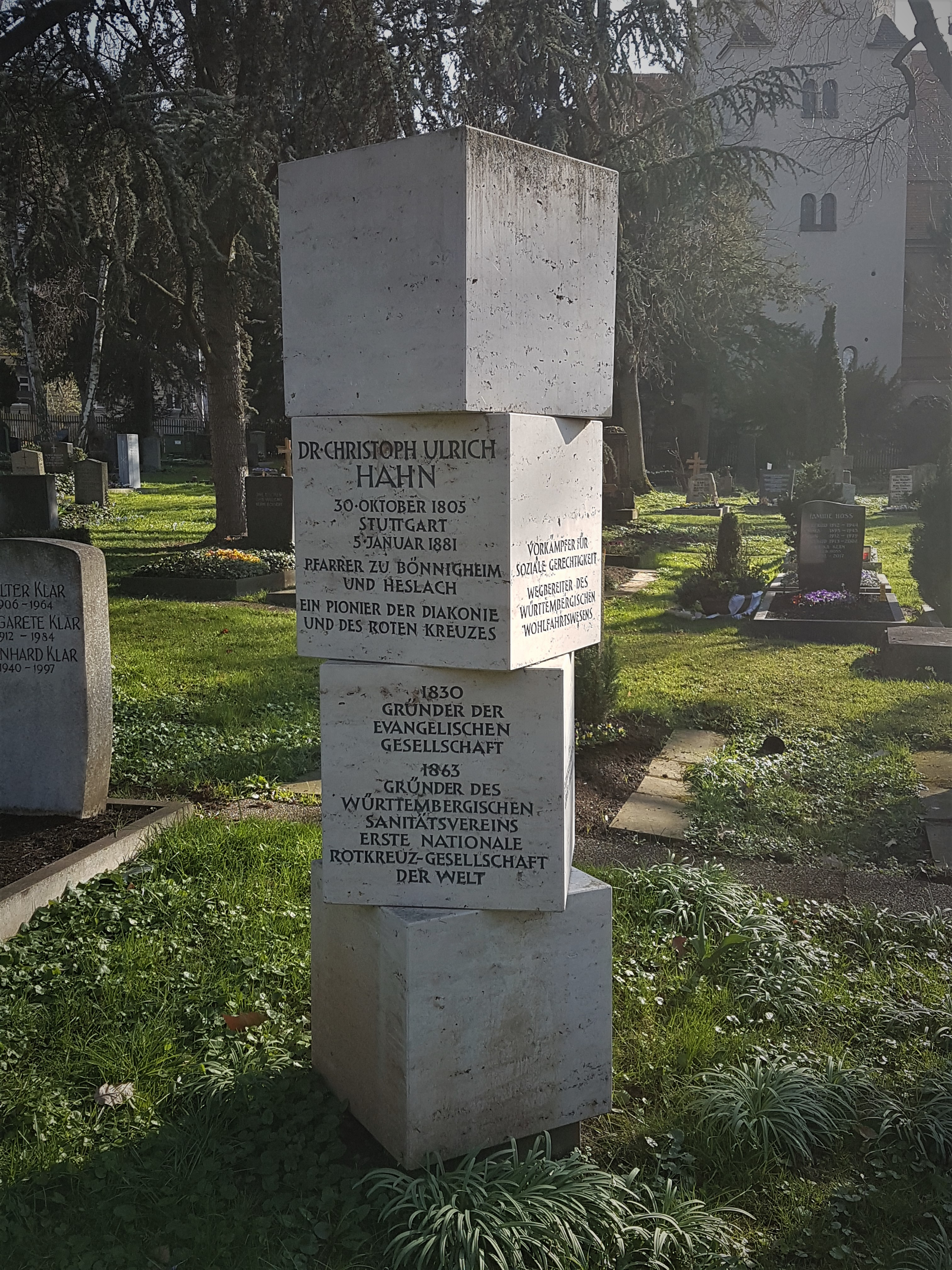
Grabdenkmal auf dem Fangelsbachfriedhof in Stuttgart

Christoph Ulrich Hahn (* 30. Oktober 1805 in Stuttgart; † 5. Januar 1881 ebenda) war ein deutscher Pionier der Diakonie.

## Leben
Hahn war das fünfte Kind der Eheleute Christoph Matthäus Daniel Hahn, eines jüngeren Halbbruders des Erfinders und Pfarrers Philipp Matthäus Hahn, und Ulrike Hahn, geb. Paulus. Hahn hatte vier ältere Schwestern. Seine Kindheit war von einer asthmatischen Erkrankung überschattet. Nach dem Abitur studierte er Theologie und legte im Herbst 1827 in Tübingen das erste Examen ab. Im folgenden Frühjahr wurde er zum Dr. phil. promoviert.
Im Sommer 1828 übernahm Hahn eine Stelle an einem pädagogischen Institut in Lausanne; nebenher arbeitete er bei einer Lausanner Traktatgesellschaft und lernte hier das Geschäft der Schriftenmission kennen. Im Oktober 1829 trat er sein Vikariat bei Dekan Herwig in Esslingen an. Hier gründete er 1830 nach Lausanner Vorbild einen Traktatverein, der sich ab 1832 Evangelische Gesellschaft nannte und 1835 nach Stuttgart umzog. 1833 folgte der Wechsel als Diakonus (2. Pfarrstelle in einem Ort) in Bönnigheim. 1835 heiratete Hahn. Als seine Frau 1843 starb, heiratete er 1849 erneut. Auch Hahns zweite Frau starb jung. Fortan blieb er allein. Hahn war Vater von vier Söhnen.
In Bönnigheim gründete er nach Lausanner Vorbild ein Internat. In seiner Blütezeit zählte es acht Lehrer und siebzig Schüler aus der Umgebung und aus dem benachbarten Ausland. Unterrichtssprachen waren Deutsch, Englisch und Französisch. Als Pfarrer in Bönnigheim rief Hahn überdies eine Volksküche, einen Kindergarten, einen Leseverein, einen Verein zur Bekleidung armer Landleute, einen Verein gegen Bettel der Handwerksgesellen, einen Verein für christlich erziehende Ackerbauschulen und eine Armenanstalt in Winterbach ins Leben.
Nebenher arbeitete er wissenschaftlich. Für seine monumentale dreibändige „Ketzergeschichte des Mittelalters“ unternahm er Forschungsreisen nach Turin, Genf, Lyon, Paris, Brüssel, Oxford und Cambridge. Der zweite Band der Ketzergeschichte brachte ihm die Ehrendoktorwürde der theologischen Fakultät der Universität Leipzig ein. Daneben standen Publikationen zu Fragen der Inneren Mission. 1859 verließ Hahn Bönnigheim und wechselte auf die Pfarrstelle nach Stuttgart-Heslach. Von nun an nahm er regelmäßig an den Sitzungen der Zentralleitung des Württembergischen Wohltätigkeitsvereins teil. Immer wieder machte er durch Vorschläge zur Verbesserung der sozialen Lage auf sich aufmerksam. Bald galt er als Experte für das Wohlfahrtswesen. Unter anderem forderte er ein internationales Fabrikgesetz, das Arbeitern ein menschenwürdiges Dasein sichern sollte.
1863 lernte Hahn Henry Dunant kennen. Mit Zustimmung des Württembergischen Königs Wilhelm I. gründete er noch im selben Jahr den Württembergischen Sanitätsverein, die erste nationale Rotkreuz-Gesellschaft der Geschichte. Im folgenden Jahr unterzeichnete Hahn für das Königreich Württemberg die erste Genfer Konvention. Diese Konvention garantierte die Neutralität der Verwundeten sowie des ärztlichen und pflegerischen Personals. Zudem wurde das Rote Kreuz wurde als internationales Schutzzeichen für das gesamte Sanitätswesen anerkannt. Im Preußisch-Österreichischen Krieg von 1866 und im Deutsch-Französischen Krieg von 1870 bis 1871 konnte sich der Württembergische Sanitätsverein unter seiner Leitung erstmals bewähren. Hahn erhielt für sein Engagement zahlreiche Orden und Auszeichnungen, auch aus Frankreich.
Auf Hahns Überlegungen ging auch die Gründung einer Krankenpflegeschule durch die Zentralleitung des Wohltätigkeitsvereins in Württemberg und den Württembergischen Sanitätsverein am Städtischen Krankenhaus Heilbronn im Jahr 1872 zurück, aus der die Olgaschwestern als evangelische Rot-Kreuz-Schwesternschaft entstanden. 1857 wurde auf der Karlshöhe Ludwigsburg ein Haus für Diakone fertig gestellt, die sich als geprüfte Krankenpfleger unter dem Zeichen des Roten Kreuzes zum Dienst im Kriegsfalle verpflichteten. Mit 67 Jahren wurde Hahn 1872 aufgrund seiner angegriffenen Gesundheit pensioniert und zog in ein Haus am Fuß der Stuttgarter Karlshöhe um. Er publizierte in den „Blättern für das Armenwesen“ und hielt Vorträge in ganz Deutschland. Als er das württembergische Wohlfahrtswesen 1876 in Berlin vorstellte, äußerte Kaiserin Augusta: „Wir in Preußen sind auf diesem Gebiete im Vergleich zu ihrem Land noch unmündige Kinder.“
In der Öffentlichkeit erschien Hahn zum letzten Mal zur 50-Jahr-Feier der Evangelischen Gesellschaft (1880). Er war zu diesem Zeitpunkt bereits von Krankheit gezeichnet. Hahn starb am 5. Januar 1881 und wurde auf dem Fangelsbachfriedhof in Stuttgart bestattet.

## Werke (Auswahl)
- Philipp Matthäus Hahns hinterlassene Schriften. 1828.
- Der symbolischen Bücher der evangelisch-protestantischen Kirche Bedeutung und Schicksale. 1833.
- Die Bezirkswohltätigkeitsvereine, ihre Gegenwart und Zukunft. Ein Beitrag zur Lösung der Armenfrage. 1848.
- Geschichte der Ketzer im Mittelalter, besonders im 11., 12. und 13. Jahrhundert, nach den Quellen bearbeitet.
  - I: Geschichte der neumanichäischen Ketzer. 1845 (Digitalisat in der Google-Buchsuche).
  - II: Geschichte der Waldenser und verwandter Sekten. 1847 (Digitalisat in der Google-Buchsuche).
  - III: Geschichte der Pesagier, Joachims von Floris, Amalrichs von Bena und anderer verwandten Sekten. 1850 (Digitalisat in der Google-Buchsuche).
- Heilmittel für die zunehmende Entsittlichung und Verarmung des Volks. Ein Beitrag zur Sache der inneren Mission. 1851.
- Die Auswanderung. Aufruf an christliche Menschenfreunde. 1853.
- Die evangelische Brüdergemeinde in Herrnhut, ihre Gründung, Ausbreitung, Lehre und Einrichtung. 1854.
- Die große Erweckung in den Vereinigten Staaten von Amerika. Basel 1859.
- Aufruf zur Bildung von internationalen Gesellschaften zur Verpflegung (Pflege) der im Kriege verwundeten Soldaten. 1863.
- Rechenschaftsberichte des Württembergischen Sanitätsvereins. Nr. 1 (1864–1866) bis Nr. 5 (1878–81).
- Mitteilungen des Württembergischen Sanitätsvereins während des deutsch-französischen Krieges 1870-71. 1872